# Чепель Максим Юрійович
Максим Юрійович Чепель — солдат Збройних Сил України, учасник російсько-української війни, що загинув у ході російського вторгнення в Україну в 2022 році.

## Життєпис
Максим Чепель народився 9 квітня 1997 року в селищі Черняхів (з 2020 року — Черняхівської селищної громади) Житомирського району Житомирської області. З 2003 по 2014 роки навчався в гімназії рідного міста. Після закінчення гімназії вступив до Малинського лісотехнічного коледжу, який закінчив у червні 2017 року та отримав диплом молодшого спеціаліста за спеціальністю «Геодезія та землеустрій». З 26 червня 2019 року проходив військову службу за контрактом у складі 95-тої окремої десантно-штурмової бригади Збройних Сил України. Брав участь у війні на сході України, проходив службу з жовтня 2019 року по квітень 2020 року на території Луганської області, за що у травні 2021 року отримав статус учасника бойових дій. Повернувся до військової служби у жовтні 2021 року. Перебуваючи на «передовій» обіймав посаду водія-електрика відділення зв'язку рухомого взводу зв'язку роти зв'язку батальйону управління в/ч А0281. З початком повномасштабного російського вторгнення в Україну перебував на передовій. Загинув 22 березня 2022 року в м. Костянтинівка Донецької області разом із земляком Денисом Пантусом. Обидва солдати отримали важкі поранення внаслідок влучання ворожої ракети. Чин прощання із загиблими проходив 30 березня 2022 року в Черняхівській громаді. За особисту мужність і самовіддані дії, виявлені у захисті державного суверенітету та територіальної цілісності України, вірність військовій присязі Указом Президента України від 7 травня 2022 року вони нагороджені орденом «За мужність» III ступеня (посмертно).

## Нагороди
- Орден «За мужність» III ступеня (2022, посмертно) — за особисту мужність і самовіддані дії, виявлені у захисті державного суверенітету та територіальної цілісності України, вірність військовій присязі[4].